# 雲南文化公園
雲南文化公園，是位於臺灣桃園市平鎮區龍岡地區之公園，建於眷村忠貞新村舊址上，鄰近忠貞市場。
1954年，中華民國陸軍為安置遷臺泰緬孤軍家眷，而興建忠貞新村。2005年，國防部拆除忠貞新村，並將土地售予建商興建透天厝及公寓大廈，建商之一遠雄建設斥資2千萬回饋興建雲南文化公園。該公園占地0.2公頃，於2013年5月30日落成，設有藏族轉經輪、景頗族目瑙縱歌祈福柱等文化特色設施，啟用後由平鎮市公所（今平鎮區公所）代管。
桃園縣政府及升格後的桃園市政府觀光旅遊局曾於該公園舉辦龍岡米干節活動，國旗屋米干店亦曾於該處舉辦國慶升旗典禮。